# 加藤延夫
加藤延夫（日语：／ Katō Nobuo，1930年1月25日—2025年5月7日），日本细菌学家，曾任名古屋大学校长。

## 生平
1950年毕业于旧制第八高等学校，同年进入名古屋大学医学部就读，1959年获博士学位。此后留校工作，1970年晋升教授，1976年任医学部部长。1967年至1968年，获洪堡基金会奖学金在西德吉森大学担任访问学者。1992年至1998年，担任名古屋大学校长。期间曾访问华中理工大学和南京大学，签订了交流协议书。
2006年获瑞宝大绶章。2025年5月7日逝世。

## 出版物
- 加藤延夫 (编). . 名古屋大学出版会. 1996. ISBN 9784815802899 （日语）.
- 加藤延夫 (编). . 講談社. 2005. ISBN 9784061497719 （日语）.